# Mosla
Mosla (Benth.) Buch.-Ham. ex Maxim. – rodzaj roślin z rodziny jasnotowatych. Obejmuje 14 gatunków. Występują one we wschodniej Azji – od Sumatry i Filipin po Rosyjski Daleki Wschód, także w Himalajach, a jeden gatunek – M. dianthera podawany jest poza wschodnią Azją także z Kaukazu. Rośliny średnio wilgotnych siedlisk, zarówno cienistych, jak i nasłonecznionych. Jeden gatunek – Mosla chinensis – wykorzystywany jest jako roślina lecznicza.

## Morfologia
PokrójAromatyczne rośliny jednoroczne.
LiścieOgonkowe, o blaszce ząbkowanej, od spodu wyraźnie ogruczolone.
KwiatyDwukwiatowe okółki tworzą szczytowe grono. Kwiaty są szypułkowe i wsparte niewielkimi przysadkami, czasem w dolnej części kwiatostanu podobnymi do liści. Kielich jest dzwonkowaty, 10-żyłkowy, wewnątrz owłosiony. Zakończony jest 5 równej długości ząbkami lub jest dwuwargowy i wówczas górna warga zakończona jest trzema ząbkami, a dolna dwoma. Ząbki są lancetowate, tępe lub zaostrzone. Korona jest biała, różowa lub purpurowoczerwona, z rurką nagą lub owłosioną. Górna warga jest rozcięta, a dolna składa się z trzech łatek o karbowanych brzegach, z czego dwie boczne łatki są mniejsze od środkowej. Pręciki są cztery, para górna jest płodna, a dolna zredukowana. Pylniki są rozchylone. Szyjka słupka jest rozwidlona na szczycie (oba ramiona podobnej lub równej długości).
OwocePółkuliste lub kulistawe rozłupki otoczone rozrastającym się kielichem, zwłaszcza z jednej strony.

## Systematyka
Pozycja systematyczna
Rodzaj z plemienia Elsholtzieae z podrodziny Nepetoideae należącej do rodziny jasnotowatych Lamiaceae.
Wykaz gatunków
- Mosla bracteata Doan ex Suddee & A.J.Paton
- Mosla cavaleriei H.Lév.
- Mosla chinensis Maxim.
- Mosla dadoensis K.K.Jeong, M.J.Nam & H.J.Choi
- Mosla dianthera (Buch.-Ham. ex Roxb.) Maxim.
- Mosla exfoliata (C.Y.Wu) C.Y.Wu & H.W.Li
- Mosla hangchouensis Matsuda
- Mosla japonica (Benth. ex Oliv.) Maxim.
- Mosla longibracteata (C.Y.Wu & S.J.Hsuan) C.Y.Wu & H.W.Li
- Mosla longispica (C.Y.Wu) C.Y.Wu & H.W.Li
- Mosla pauciflora (C.Y.Wu) C.Y.Wu & H.W.Li
- Mosla scabra (Thunb.) C.Y.Wu & H.W.Li
- Mosla soochouensis Matsuda
- Mosla tamdaoensis Phuong